# Bayamón
Bayamón (AFI: /baʝaˈmon/) è una città di Porto Rico e sobborgo di San Juan situato nella valle costiera settentrionale. L'area comunale confina a nord con Toa Baja e Cataño, a est con Guaynabo, a sud con Aguas Buenas e Comerío e a ovest con Naranjito e Toa Alta. Il comune, che fu fondato nel 1772, oggi conta una popolazione di oltre 180.000 abitanti ed è suddiviso in 12 circoscrizioni (barrios).
Assieme ai comuni di Carolina, Guaynabo, Cataño, Canóvanas, Caguas, Toa Alta, Toa Baja, San Juan e Trujillo Alto, forma la grande area metropolitana di Porto Rico, che raggiunge i 2.000.000 di persone, circa la metà dell'intera popolazione dell'isola.

## Geografia fisica

### Territorio

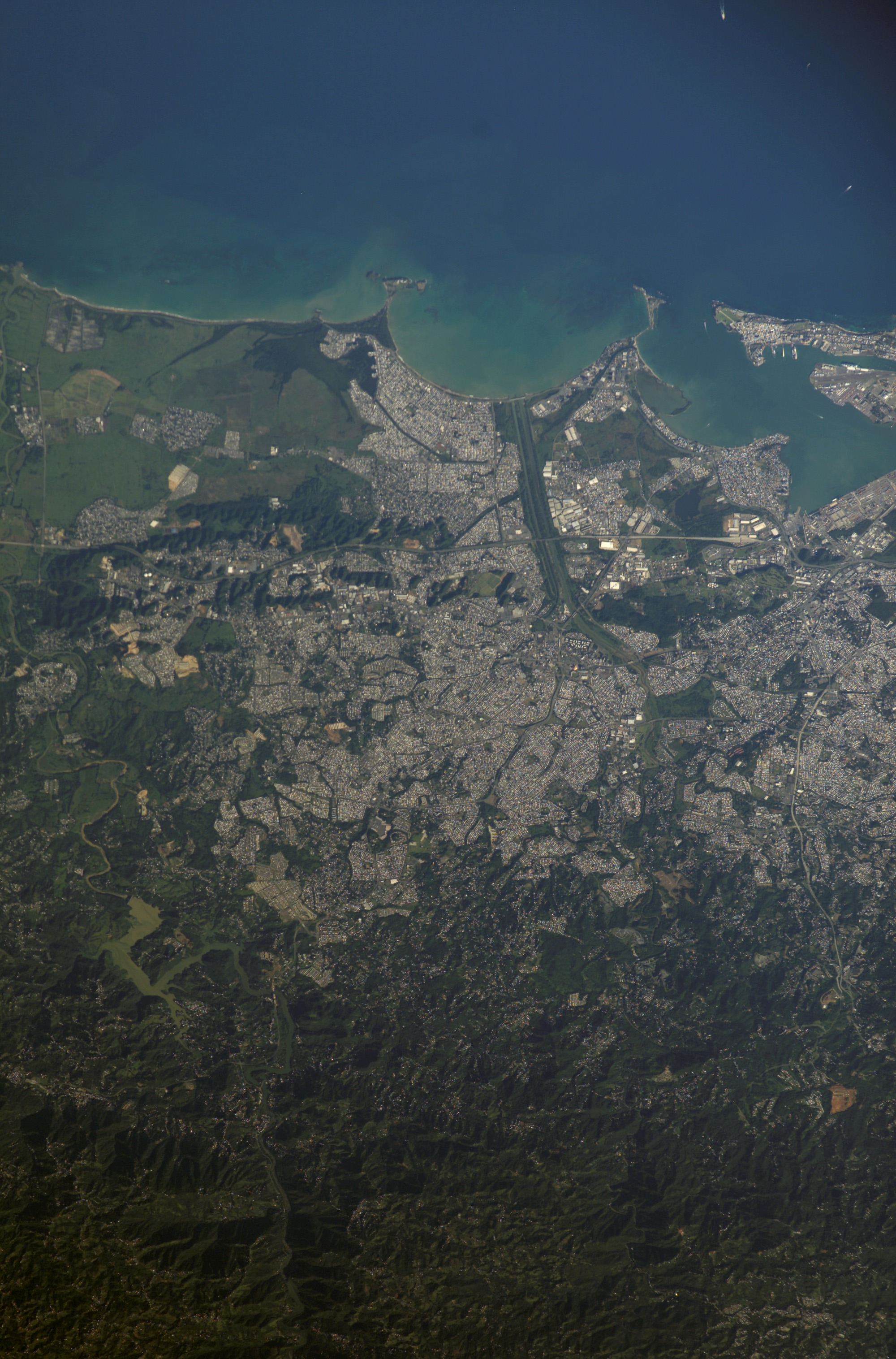

Ha una superficie di 125,5 km², caratterizzato da una geografia collinare. Fa parte della Cordigliera Centrale e presenta rilievi che variano da alture moderate a colline minori.
I principali includono la Sierra de Bayamón, che raggiunge circa 400 metri di altitudine, e la Collina del Cerro de La Cumbre, con una vista panoramica della città. Il Río Bayamón attraversa la città, creando valli fertili. Altri rilievi minori comprendono la Punta de las Marías, il Loma del Toro (circa 200 metri), il Cerro de los Lirios e le Colline di Santa Rosa, che formano una piccola catena montuosa nella parte nord-ovest. Il paesaggio di Bayamón è tipico delle zone interne di Puerto Rico, con una combinazione di colline, valli e pianure.

### Clima
Bayamón ha un clima temperato caldo, stabilmente umido, con estate molto calda (classificazione Köppen-Geiger Cfa). Le temperature medie annuali variano tra i 22 °C e i 31 °C. Durante i mesi estivi, da giugno a settembre, si possono raggiungere i 32 °C, ma la brezza marina aiuta a mantenere l'aria relativamente fresca. I mesi invernali, da dicembre a febbraio, sono più freschi, con temperature diurne che vanno dai 28 ai 30 °C e minime notturne che scendono a circa 22 °C.
L'umidità relativa è alta, spesso superiore all'80%, soprattutto nei mesi più caldi, facendo percepire l'aria di quanto non sia in realtà. La stagione delle piogge dura da aprile a novembre, con il picco di precipitazioni tra agosto e ottobre. Le piogge tendono a essere brevi ma intense. La stagione secca, da dicembre a marzo, porta cieli sereni, temperature più miti e minore umidità.
I venti alisei da est soffiano costantemente, contribuendo a rendere più sopportabili le alte temperature. Durante la stagione degli uragani, che va da giugno a novembre, ci può essere il rischio di eventi atmosferici estremi come tempeste tropicali.

## Etimologia
Esistono due teorie sull'origine del nome Bayamón. Secondo una, deriva dal cacicco locale, Bahamon. L'altra teoria afferma che il nome deriva dalla parola Taino Bayamongo, che è il nome nativo del fiume che attraversa questa regione, il che implica che Bayamón è la zona attorno a questo fiume principale, che in seguito divenne il centro dello sviluppo della città.

## Storia

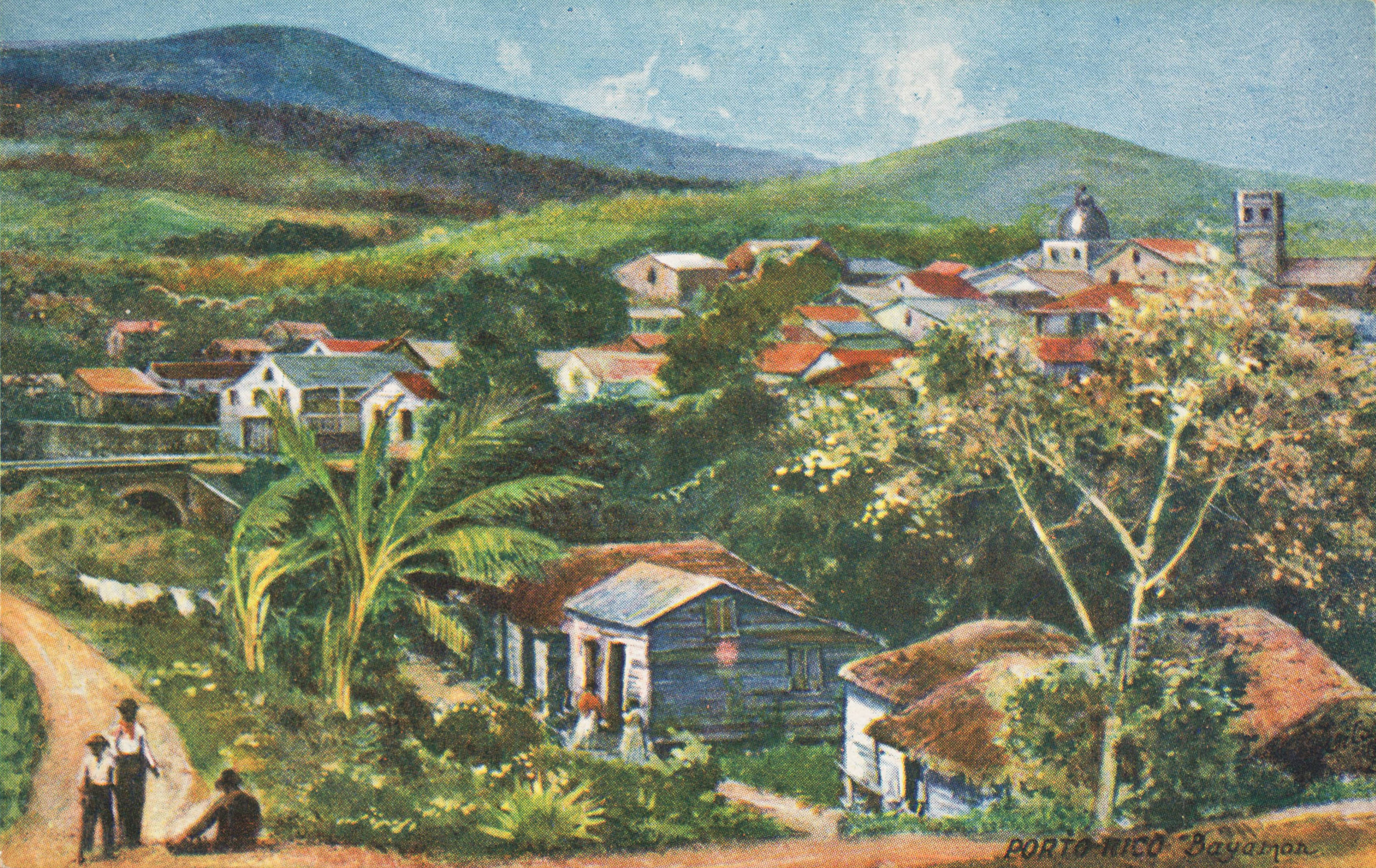
Cartolina del 1903 raffigurante Bayamón.

I Taino, le popolazioni indigene che incontrarono esploratori e coloni europei, furono i coloni di lunga data in questa zona. Il colono spagnolo Juan Ramírez de Arellano fondò Bayamón come insediamento spagnolo il 22 maggio 1772. Esistono due teorie sull'origine del nome Bayamón. Secondo uno, prende il nome dal capo locale Taíno, Bahamon. L'altra teoria afferma che il nome derivi dalla parola Taíno Bayamongo, che è il nome nativo del fiume che attraversa questa regione, il che implica che Bayamón sia l'area attorno a questo fiume principale, che in seguito divenne il centro dello sviluppo della città.
Nel 1821, Marcos Xiorro, uno schiavo africano, progettò di guidare una rivolta contro i proprietari delle piantagioni di canna da zucchero e il governo coloniale spagnolo a Porto Rico. La cospirazione degli schiavi fu rivelata e repressa, ma Xiorro divenne un eroe tra gli schiavi. Fa parte del folclore di Porto Rico. Marcos Xiorro era di proprietà di Vicente Andino, un capitano della milizia che possedeva una piantagione di canna da zucchero a Bayamón.

## Turismo

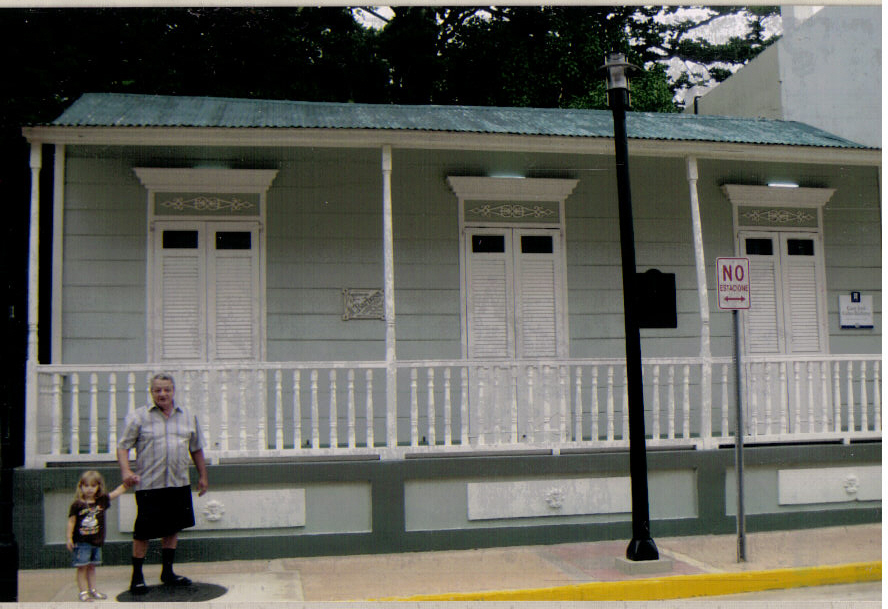
Casa natale di José Celso Barbosa

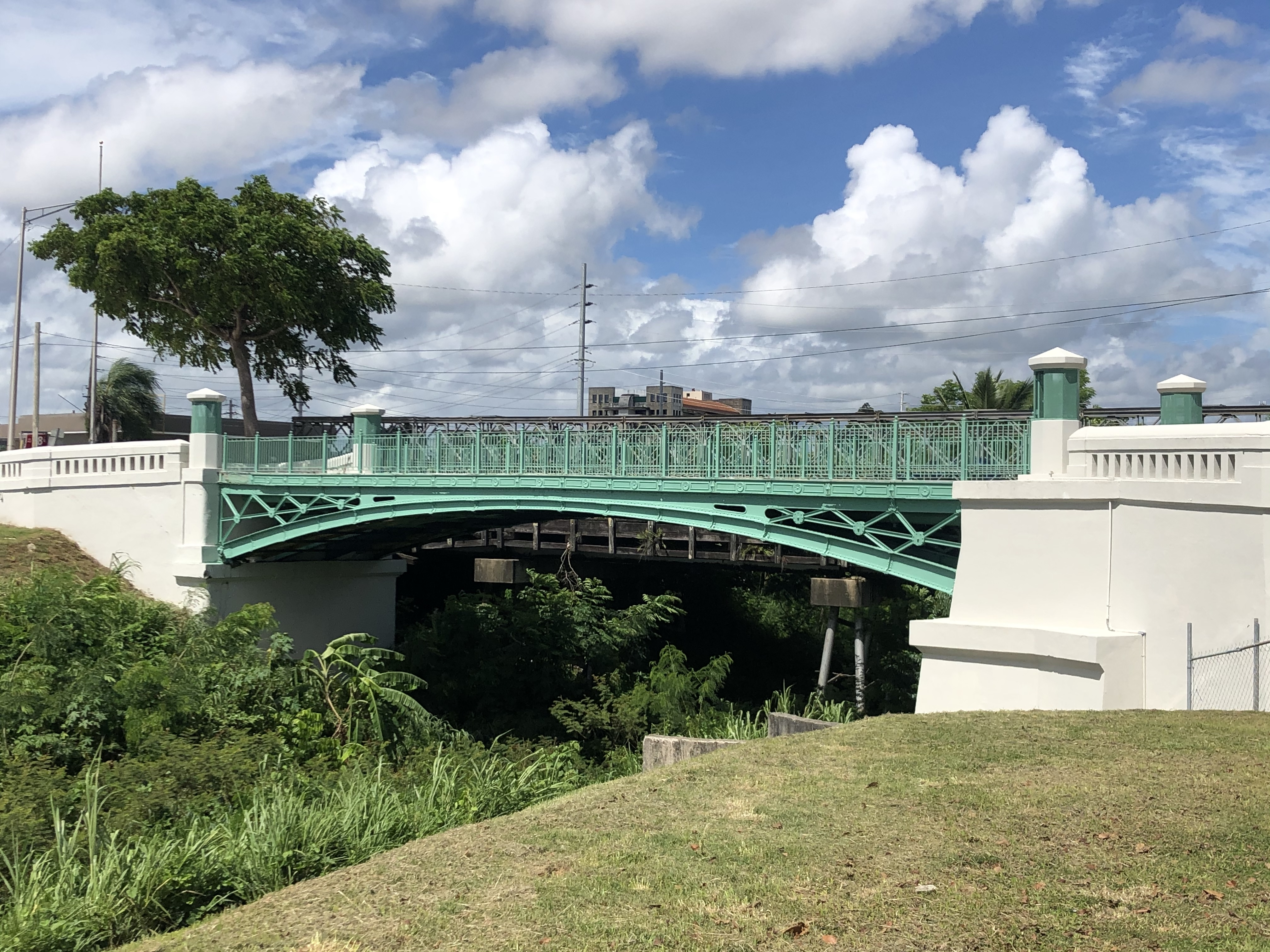
Ponte Marqués de la Serna nel centro di Bayamón, costruito nel 1869. È il primo ponte di metallo costruito nell'isola e l'unico ponte ad arco di metallo esistente a Porto Rico.

Bayamón è il sito di numerosi importanti punti di riferimento e luoghi di interesse portoricani. Bayamón Central Park è un parco pubblico dove le persone si riuniscono e si rilassano. Bayamón ospita anche il Teatro Braulio Castillo, il Museo Francisco Oller e il Monumento a José Celso Barbosa. L'edificio del municipio di Bayamón è degno di nota perché è stato costruito lungo un'importante autostrada divisa. Mentre percorrono un corridoio di collegamento, proprio sopra la strada, i pedoni possono vedere le auto che passano sotto. Si ritiene che sia l'unico edificio della sua classe al mondo.
Una delle attrazioni più popolari di Bayamón è il Parque de las Ciencias. È un parco a tema scientifico con varie mostre e attrazioni. Si trova nel mezzo di colline carsiche. Un edificio di osservazione su una delle colline offre una buona vista dell'area metropolitana. L'edificio ospita antenne per la comunicazione governativa e civile.
El parque del tren era un parco in cui si trovava quello che allora era l'unico treno funzionante di Porto Rico. Presentava un DC-3, che era stato utilizzato dalla United Airlines. Nel 2001, il parco fu smantellato e distrutto nel corso di importanti lavori stradali. Ciò che resta del parco è una piccola piazza per le attività e un'area per il jogging e l'intrattenimento passivo. L'area è oggi conosciuta come "Parque del Niño" (Parco del Bambino).
Lo shopping è una delle principali attività turistiche a Bayamón. Plaza del Sol e Plaza Río Hondo sono i grandi centri commerciali della città.
Un ponte sospeso a Bayamón è un ponte pedonale, all'epoca in cui fu costruito, si credeva fosse uno dei soli tre del suo genere a Porto Rico.
Per stimolare il turismo locale durante la pandemia di COVID-19 a Porto Rico, la Compagnia del Turismo di Porto Rico ha lanciato la campagna Voy Turistiendo (I'm Touring) nel 2021. La campagna prevedeva un libretto di passaporti con una pagina per ciascun comune. La pagina del passaporto Voy Turisteando Bayamón elenca il Centro de Conservación de Manatíes, Paseo Lineal sul fiume Bayamón e Ron Del Barrilito  nella Hacienda Santa Ana, come luoghi di interesse.
Quest'ultimo è la più antica distilleria di rum a Porto Rico. La hacienda presenta un percorso naturalistico.

## Cultura

### Festival ed eventi
Bayamón celebra la festa del suo santo patrono a maggio. Il Festival de la Santa Cruz è una celebrazione religiosa e culturale che generalmente prevede sfilate, giochi, artigianato, giostre, cibo regionale e intrattenimento dal vivo.
Altri festival ed eventi celebrati a Bayamón includono:
• Celebrazione del compleanno di José Celso Barbosa - luglio
• Cerimonia di illuminazione dell'albero - novembre
• Caminata por la diabetes - novembre

### Sport
Ci sono diverse squadre sportive professionistiche e amatoriali con sede a Bayamón. I Vaqueros de Bayamón sono la squadra di basket locale che milita nel campionato Baloncesto Superior Nacional. Attualmente sono in testa alla classifica essendo la squadra con il maggior numero di campionati nella storia del campionato (15), l'ultimo dei quali è stato ottenuto nel 2020. La sede ospitante della squadra è il Coliseo Rubén Rodríguez.
Vaqueros de Bayamón era anche il nome del club di baseball che giocò dal 1974 al 2003 nella Lega professionistica di baseball di Porto Rico "Roberto Clemente" e giocò le partite casalinghe allo stadio Juan Ramón Loubriel.
La città ha anche una squadra di pallavolo femminile, chiamata Vaqueras de Bayamón, che gioca per la Liga de Voleibol Superior Femenino.
Bayamón era la sede dei Puerto Rico Islanders e del Puerto Rico FC della North American Soccer League. Le squadre hanno giocato allo stadio Juan Ramón Loubriel di Bayamón. La principale squadra di calcio della città, Bayamón FC, è stata fondata nel 1999 e gioca al Bayamón Soccer Complex.
Il famoso incontro di boxe tra Alexis Argüello e Alfredo Escalera soprannominato La sanguinosa battaglia di Bayamón (il loro primo; la loro altrettanto leggendaria rivincita si tenne a Rimini, in Italia) si tenne a Bayamón nel 1978. Inoltre, i pugili professionisti Luis Del Valle, Wilfredo Vazquez e Wilfredo Vazquez Jr. sono di Bayamón. Il membro della International Boxing Hall of Fame Hector Camacho è nato a Bayamón. Anche l'attuale potenziale candidato al boxe Jean "Chapito" Rivera è della città.

### Ricreazione
Il governo municipale di Bayamón gestisce un'ampia varietà di programmi ricreativi e strutture ricreative ad uso pubblico. Il complesso sportivo Onofre Carballeira è costituito dallo stadio di calcio Juan Ramón Loubriel, sede dell'unica squadra di calcio professionistica di Porto Rico, dal Coliseo Rubén Rodríguez, sede della squadra di basket maschile e di pallavolo femminile della città, e dal ginnasio Miguel J. Frau. La caratteristica principale del complesso sportivo Rafael Martinez Nadal è il campo coperto Pepín Cestero, dove si svolgono gran parte dei principali eventi di basket e pallavolo della lega minore della città. Inoltre, il complesso sportivo Efraín Calcaño Alicea, situato nella comunità di Lomas Verdes, ospita gran parte degli eventi di atletica leggera e di nuoto della regione. L'Honda Tennis Center, inaugurato nel 2002, è composto da 16 campi da tennis ed è utilizzato sia dai tennis club locali che dai visitatori.
Pioniere nello sviluppo del calcio a Porto Rico, il sindaco Ramón Luis Rivera Jr. ha inaugurato nel 2011 il Bayamón Soccer Complex, che consiste di tre campi da calcio professionistici situati fuori dall'autostrada PR-5.
Il Paseo del Río (Paseo Lineal) vicino al Río Bayamón è un tratto di 6 miglia condiviso da jogging, escursionisti e ciclisti. È diviso in due corsie, una per le biciclette e l'altra per correre o camminare. Il campo da golf Río Bayamón si trova vicino a uno dei punti finali del percorso ed è sede della maggior parte delle attività golfistiche della regione.
Il Parco Julio Enrique Monagas dispone di sentieri utilizzati dagli appassionati di mountain bike per allenarsi e competere. Dispone anche di scogliere dove gli appassionati di discesa in corda doppia possono esercitarsi. Monagas, come la chiama la gente del posto, dispone di percorsi per ciclisti di mountain bike di tutti i livelli. Strade sterrate per principianti, single track e single track molto tecnici, alcuni con discese. Dopo l'uragano Maria, le tracce sono andate perse, ma nel 2019 la maggior parte di esse è stata riparata e riaperta.
La città ha anche molti campi di baseball più piccoli, campi da basket aperti, campi da calcio, palestre e centri comunali a disposizione della comunità.

## Economia

### Agricoltura
La fondazione della città di Bayamón è strettamente legata alla coltivazione della canna da zucchero. I prodotti attualmente coltivati a Bayamón includono caffè, pompelmo, canna da zucchero, tabacco e verdure. Bayamón fu anche il luogo dove nel 1549 fu costruito il primo zuccherificio idraulico dell'isola.

### Business
I centri commerciali degni di nota sono:
- Plaza del Sol
- Plaza Río Hondo
- Goya Foods (uffici).

## Demografia
Porto Rico fu ceduto dalla Spagna all'indomani della Guerra ispano-americana secondo i termini del Trattato di Parigi del 1898 e divenne un territorio senza personalità giuridica degli Stati Uniti. Nel 1899, il Dipartimento della Guerra degli Stati Uniti condusse un censimento di Porto Rico rilevando una popolazione complessiva di 19.940 abitanti a Bayamón.
| Etnie – Bayamón, Porto Rico - 2020 | Etnie – Bayamón, Porto Rico - 2020 | Etnie – Bayamón, Porto Rico - 2020 |
| Razza                              | Pop.                               | %±                                 |
| ---------------------------------- | ---------------------------------- | ---------------------------------- |
| Bianchi                            | 33,084                             | 17.9%                              |
| Neri/Afroamericani                 | 30,159                             | 16.3%                              |
| Nativi americani e d'Alaska        | 5,470                              | 3.0%                               |
| Asiatici                           | 555                                | 0.3%                               |
| Due o più razze                    | 115,919                            | 62.5%                              |

## Governo
Tutti i comuni di Porto Rico sono amministrati da un sindaco, eletto ogni quattro anni. L'attuale sindaco di Bayamón è Ramón Luis Rivera Jr., del Nuovo Partito Progressista (PNP). È stato eletto alle elezioni generali del 2000, succedendo a suo padre, Ramón Luis Rivera, dopo 23 anni.
La città appartiene al distretto senatoriale II di Porto Rico, rappresentato da due senatori: Migdalia Padilla e Carmelo Ríos Santiago, dal 2005.

## Simboli

### Bandiera

Il 29 marzo 1977, l'Assemblea municipale di Bayamón approvò ufficialmente la bandiera di Bayamón secondo la risoluzione 59 dell'8 aprile 1971. È composta da un campo bianco e da una croce latina piatta, blu e bordata di giallo. Mantiene nel disegno e nei colori lo stesso simbolismo dello scudo comunale.

### Stemma

I colori principali dello scudo sono il blu e l'argento e rappresentano le acque del Río Bayamón, dove nel 1549 fu fondata la prima raffineria idraulica di canna da zucchero a Porto Rico. Al centro è conservata la Santa Croce, titolare della Chiesa Madre di il comune, e il nome dell'antica piantagione di canna da zucchero da cui proveniva la popolazione, rappresentato dalla croce araldica denominata "Croce del Calvario". I fiori di canna da zucchero (guajanas) si riferiscono direttamente all'industria della canna da zucchero che è di importanza sociale ed economica per l'origine e lo sviluppo di Bayamón. La corona dalle cinque torri, che serve per le città, fu assegnata a Bayamón in via eccezionale per il suo straordinario sviluppo urbano, l'entità della sua popolazione e la sua dignità religiosa, che sarà eventualmente elevata fino a diventare sede episcopale. Il motto "IN HOC SIGNO VINCES" si riferisce all'imperatore Costantino quando nel IV secolo ebbe una visione in cui gli sarebbe stata promessa la vittoria se avesse accettato la croce del cristianesimo come suo emblema.

## Inno municipale
L'inno di Bayamón è stato approvato dall'assemblea municipale del comune il 22 aprile 1988, con il presidente di detto organismo, Antonio Silva Delgado. Il 25 dello stesso mese venne definitivamente approvato dalla dirigenza comunale. L'Amministrazione municipale di Bayamón ha affidato la sistemazione a Pedro Rivera Toledo, mentre la musica a Rafi Escudero.
```
Bayamón, ciudad hermosa
orgullosa de su ayer
al mirar hacia el futuro
ves un nuevo amanecer.

En tu gente la esperanza
son tus hijos tu primor
porque luchan sin descanso
por triunfar y darte honor.

Bayamón, mi ciudad
mi lugar es aquí
porque quiero luchar
en tu suelo hasta morir.

Bayamón, mi ciudad
orgulloso estoy de ti
de tu amor cantaré,
en un himno al porvenir.

Bayamón, mi ciudad
mi lugar es aquí
porque quiero luchar
en tu suelo hasta morir.
```

## Formazione scolastica
Come tutti i comuni, l'istruzione pubblica è amministrata dal Dipartimento dell'educazione di Porto Rico. A causa della sua popolazione e della posizione all'interno dell'area metropolitana di San Juan, Bayamón ospita molte scuole pubbliche e private. Durante l'anno accademico 2014-2015, nella regione scolastica di Bayamón erano presenti oltre 150 scuole pubbliche, dalle elementari alle superiori. D'altro canto, la città ospita anche numerose scuole private, la maggior parte delle quali di appartenenza religiosa. Alcune delle scuole private religiose più conosciute includono Colegio De La Salle, Academia Santo Tomás de Aquino, Academia Santa Rosa, Colegio Beato Carlos Manuel Rodríguez e Academia Discípulos de Cristo (non cattolica). Le scuole non religiose della città includono l'Accademia Militare di Bayamón e la Scuola Americana.

## Trasporti

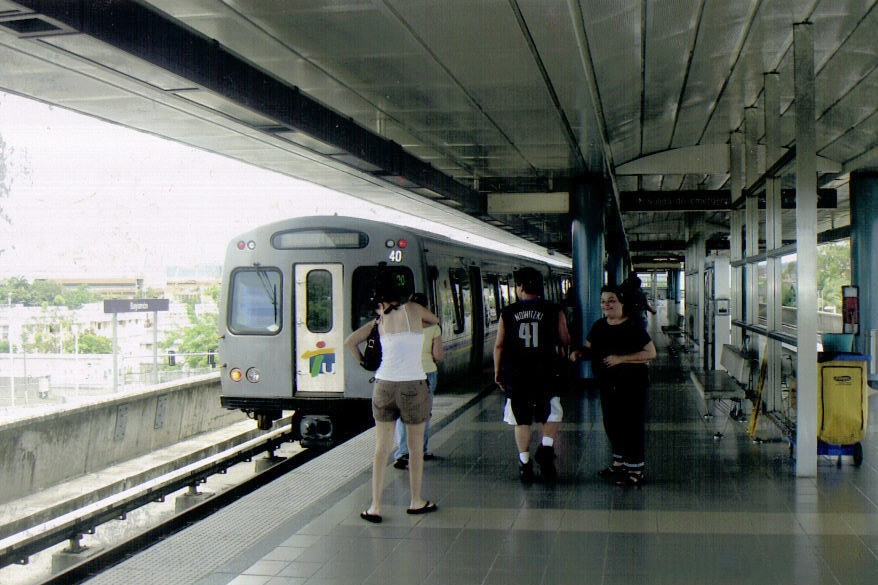
Tren Urbano alla stazione di Bayamón

L'unica linea del Tren Urbano dell'area metropolitana di San Juan termina alla stazione Bayamón e tre delle sue fermate si trovano all'interno della città. La Deportivo station, situata all'uscita dell'autostrada PR-2, è vicina al Centro Commerciale Santa Rosa, al Tribunale di Prima Istanza di Bayamón e al Complesso Sportivo Onofre Carballeira che comprende lo Stadio Juan Ramón Loubriel e il Coliseo Rubén Rodríguez.
La città dispone anche di un servizio di tram con percorsi regolari all'interno del centro di Bayamón.
La città vede la presenza di 77 ponti.

## Diplomazia
Bayamón funge da città ospitante per la rappresentanza consolare straniera a Porto Rico per le seguenti nazioni:
- Islanda